# Dinastia dei primi profeti di Amon
Durante il regno dell'ultimo sovrano della XX dinastia egizia Ramesse XI, Herihor, dopo aver assunto il titolo di "primo profeta di Amon" presso il tempio di Tebe, nell'Alto Egitto, rese tale titolo ereditario, dando così vita ad una dinastia parallela a quella reale, che governò la regione tebana durante parte del terzo periodo intermedio, in concomitanza con la XXI e XXII dinastia.

## Herihor ed i suoi discendenti
| Primo profeta di Amon | Re dell'Alto e Basso Egitto         | periodo               |
| --------------------- | ----------------------------------- | --------------------- |
| Herihor               | Ramesse XI                          | 1088 a.C. - 1081 a.C. |
| Payankh               | Ramesse XI                          | 1080 a.C. - 1070 a.C. |
| Pinedjem I            | Smendes I                           | 1069 a.C. - 1055 a.C. |
| Masuharte             | Smendes I                           | 1054 a.C. - 1045 a.C. |
| Djedkhonsuefankh      | Smendes I                           | 1044 a.C.             |
| Menkheperra           | Amenemnesut Psusennes I             | 1043 a.C. - 992 a.C.  |
| Nisubanebdjed         | Amenemope                           | 991 a.C. - 990 a.C.   |
| Pinedjem II           | Amenemope Osorkon il Vecchio Siamon | 990 a.C. - 969 a.C.   |
| Psusennes III         | Siamon Psusennes II                 | 969 a.C. - 945 a.C.   |

## Primi profeti di Amon contemporanei alla XXII dinastia
| Primo profeta di Amon | Re dell'Alto e Basso Egitto (XXII dinastia) | periodo              |
| --------------------- | ------------------------------------------- | -------------------- |
| Iuput                 | Sheshonq I                                  | 944 a.C. - 924 a.C.  |
| Sheshonq C            | Osorkon I                                   | 924 a.C. - 894 a.C.  |
| Iuwlot                | Osorkon I Takelot I                         | 894 a.C. - 884 a.C.  |
| Smendes III           | Takelot I                                   | 884 a.C. - 874 a.C.  |
| Horsaset              | Osorkon II                                  | 874 a.C. - 860 a.C.  |
| ..dju..               | Osorkon II                                  | 860 a.C. - 855 a.C.  |
| Nimlot II             | Osorkon II                                  | 855 a.C. - 845 a.C.  |
| Osorkon B             | Takelot II                                  | 840 a.C. - 835 a.C.  |
| Horsaset (II)         | Takelot II                                  | 835 a.C. - 827 a.C.? |
| guerra civile a Tebe  | Takelot II Sheshonq III                     | 827 a.C. - 800 a.C.  |
| Takelot               | Sheshonq III Sheshonq IV                    | 800 a.C. - 775 a.C.  |
| Takelot III           | Pimay                                       | Intorno 770 a.C.     |